# Кеменгер
Кеменгер (каз. Кемеңгер, до 2019 года — Красноармейка) — село в Павлодарском районе Павлодарской области Казахстана. Расположено в 18 км к востоку от Павлодара. Административный центр Кеменгерского сельского округа. Код КАТО — 556049100.

## История
В 1954 году новосёлами-целинниками был основан совхоз «Кубанский» вблизи от железнодорожной станции Красноармейка. В 1956 году на базе совхоза была создана Павлодарская областная опытная станция по защите почв от ветровой эрозии. В 1967 году был открыт Красноармейский сельскохозяйственный техникум.

## Население
В 1985 году в селе проживало 3724 человека. В 1999 году население села составляло 2584 человека (1248 мужчин и 1336 женщин). По данным переписи 2009 года, в селе проживало 2444 человека (1226 мужчин и 1218 женщин).